# بحيرة بيست
بحيرة بيست هي بحيرة طبيعية في مقاطعة سانت لويس بولاية مينيسوتا بالولايات المتحدة. الاسم البديل هو بحيرة ويلسون. تبلغ مساحة هذه البحيرة 85.04 فدانًا (34.41 هكتارًا). تقع بحيرة بيست في حديقة فوييجر الوطنية. تم تصنيف ممر بحيرة بيست الذي يبلغ طوله 2.5 ميل (4.0 كم) بدرجة صعوبة معتدلة من قِبل خدمة الحديقة الوطنية. يحظر الصيد في بحيرة بيست.